# 高槻つばさ
高槻 つばさ（たかつき つばさ）は日本の女性声優。主にアダルトゲームに声をあてている。

## 出演作品
太字は主役・メインキャラクター

### ゲーム

#### 2003年
- うたう♪ タンブリング・ダイス（柿乃内 冴香）
- Angel Crown（佐藤 瞳）
- CANNONBALL 〜ねこねこマシン猛レース!〜（ロミュ）

#### 2004年
- チェリッシュピザはいかがですか♥（澄川 いつみ）

#### 2005年
- 英雄x魔王（ニーナ、ニーヌ）
- すい〜とし〜ずん（ソーニャ・ソビンスカヤ）
- パルフェ 〜ショコラ second brew〜（風美 由飛）

#### 2006年
- 麻雀 英雄x魔王（ニーナ、ニーヌ）

#### 2007年
- えむぴぃ Maid promotion master（田端さん）
- Simらぶっ 〜ひと夏の奇跡〜（三野 稚葉）
- すくぅ〜る・らぶっ!2 〜恋するパフェちっく〜（舞城 樹里）
- にーづまかぷりっちょ!（天川 凛々）
- リリミエスタ（広鐘 都）

#### 2008年
- エインズワースの魔物たち（エルザ）
- 戦極姫 -戦乱の世に焔立つ-（真田 幸村、片倉 景綱）
- 釣りバカ 〜学園対抗! 女子校生釣り上げアドベンチャー〜（鯵川 亜也）
- 新妻女教師（若槻 真冬）
- マーブル★ブルマ（朝霧 ルナ）
- 魔法の少女シルキーリップ 三人の女王候補（リン）

#### 2009年
- Alter Ego（皇 紫苑）
- 紅殻町博物誌（エミリア・M ・ゴトフリート）
- すくぅ〜る・らぶっ!3 〜未来へのアレグレット〜（葉月 マリア）
- 白光のヴァルーシア〜What a beautiful hopes〜（ミミル）
- もしもこんなショッピングモールがあったら!?いきます☆（藤川 雀、結城 弘美、白鳥 静香、女社長）
- りんかねーしょん☆新撰組っ!（ミシュリーヌ・ブリュネ）[1]

#### 2010年
- 信天翁航海録（密航者）
- 三極姫 〜乱世、天下三分の計〜（張飛 翼徳、華雄）
- 紫影のソナーニル -What a beautiful memories-（マオ）
- しゃーまんず・さんくちゅあり -巫女の聖域-（炎道 紅葉）
- 戦極姫2〜戦乱の世、群雄嵐の如く〜（真田 幸村、片倉 景綱、長宗我部 元親）
- 月染の枷鎖 -the end of scarlet luna-（笹百合 柚子）
- どすこい!女雪相撲 胸がドキドキ初場所体験（茶畑 たんぽぽ）
- はるかぜどりに、とまりぎを。 2nd Story 〜月の扉と海の欠片〜（花咲 天音）
- 炎の孕ませおっぱい身体測定（芹宮 ののみ）

#### 2011年
- 花魁艶紅 -オイラン ルージュ-（中条 良潤）[2]
- 雀極姫（真田 幸村、片倉 景綱、長宗我部 元親）
- 戦極姫3〜天下を切り裂く光と影〜（真田 幸村[3]、片倉 景綱[4]、長宗我部 元親[5]）
- 蒼穹のソレイユ 〜FULLMETALL EYES〜（シグルドリーヴァ）
- 大帝国（山下 利古里）
- ハチポチ（エミリア・M ・ゴトフリート、茶畑たんぽぽ、密航者）
- 花散峪山人考（リンドウ）[6]